# Brunellia darienensis
Brunellia darienensis là một loài thực vật thuộc họ Brunelliaceae. Loài này có ở Colombia và Panama. Chúng hiện đang bị đe dọa vì mất nơi sống.